# Balâ
Balâ ist eine Gemeinde und ein gebietsmäßig deckungsgleicher İlçe (staatlicher Verwaltungsbezirk) in der Provinz Ankara. Die Gemeinde gehört zur Großstadtkommune Ankara (Ankara Büyükşehir Belediyesi), die alle Gemeinden der Provinz umfasst. Obwohl Balâ damit eine Stadtteilgemeinde der Großstadt Ankara ist und sämtliche Siedlungen des Bezirks als mahalle zur Gemeinde Balâ gehören, macht das Gebiet wegen seiner Entfernung von der bebauten Fläche der Kernstadt von Ankara (die İlçe Altındağ, Çankaya, Mamak, Keçiören, Yenimahalle, Etimesgut), der geringen Bevölkerungsdichte, des kleinstädtischen Charakters des zentralen Ortes und des dörflichen Charakters der sonstigen Siedlungen eher den Eindruck eines abgelegenen ländlichen Bezirks. Der Name soll sich von dem persischen Wort bālā herleiten, das hoch, Höhe bedeutet.

## Geographie
Der Bezirk (İlçe, auch Kreis) Balâ grenzt im Westen an die Bezirke Haymana und Gölbaşı, im Norden an die Bezirke Çankaya, Mamak und Elmadağ der Provinz Ankara, im Osten an die Provinz Kırıkkale mit den Bezirken Yahşihan, Bahşılı, Karakeçili und Çelebi, im Südosten an die Provinz Kırşehir (Bezirk Kaman), im Süden an den Bezirk Şereflikoçhisar und im Südosten an die Provinz Konya (Bezirk Kulu). Die zentrale Ortschaft liegt 69 km vom Zentrum von Ankara entfernt an der D260, einer großenteils vierspurig ausgebauten Straße, die von Gölbaşı über Kırşehir nach Kayseri führt. Die Landschaft ist großenteils kahl und baumlos, doch befindet sich im westlichen Teil des Bezirks bei der Ortschaft Beynam mit dem Beynam Ormanı ein Restbestand des früher verbreiteten Waldes, der jetzt Nationalpark geworden ist.
Der verbreitetste Erwerbszweig ist die Landwirtschaft. Es werden Getreide (Weizen, Gerste), Sonnenblumen, Hülsenfrüchte (Bohnen, Linsen, Kichererbsen) und Zuckerrüben angebaut. An Bodenschätzen werden Gipsvorkommen abgebaut.

## Geschichte
Balâ gehört zu den älteren Verwaltungsbezirken der Türkei, die bereits in osmanischer Zeit existierten. Zur damaligen Zeit war er aber weitaus größer und reichte weit in den heutigen Bezirk Gölbaşı und das heutige Stadtgebiet von Ankara hinein. Die heutigen İlçe-Gemeinden Mamak und Elmadağ waren Dörfer des Bezirks Balâ, ebenso gehörte das Gebiet des heutigen Bezirk Çankaya mit seinen Regierungsgebäuden zum Bezirk Balâ. Auch die heutigen Bezirkshauptorte Karakeçili, Bahşılı und Yahşihan der Nachbarprovinz Kırıkkale waren einst zum Bezirk Balâ gehörige Dörfer. Karakeçili ist nach einem türkischen Nomadenstamm (Yörük) benannt, der bereits seit den Tagen der ersten Osmanen im dortigen Bereich nomadisierte und zu den Verbündeten der ersten osmanischen Herrscher zählte.
Aus den osmanischen Quellen ergibt sich, dass die Ahi von Ankara, Angehörige gildenartiger Vereinigungen, die in vor- und frühosmanischer Zeit die Stadt Ankara autonom regierten, Besitz im Bezirk von Balâ hatten. Ab dem 17. Jahrhundert kam es zur Zuwanderung türkischer Nomadenstämme aus Ostanatolien. Zu ihnen gesellten sich ab der Mitte des 19. Jahrhunderts muslimische Angehörige kaukasischer Völker, namentlich Tscherkessen, die vor der vordringenden russischen Herrschaft im Osmanischen Reich Zuflucht suchten. Im Süden des Bezirks an den Grenzen zu den Bezirken Şereflikoçhisar (Provinz Ankara) und Kaman (Provinz Kırşehir) finden sich auch kurdische Dörfer wie Büyükbıyık, Küçükbıyık und Bektaşlı.
Der osmanische Bezirk (nahiye) führte den Namen Kasaba-i Balâ, sein Hauptort befand sich aber nicht an der heutigen Stelle, sondern im Dorf Asi Yozgat, dem heutigen Elmadağ. Die Nahiye wurde ab 1870 zur Kaza erhoben, das Zentrum wurde 1889 in das Dorf Karaali verlegt. 1895 wurde die Verwaltung in das Dorf Kartal, eine Ansiedlung tscherkessischer Umsiedler, verlegt. Der Ort erhielt zu Ehren des regierenden Sultans Abdülhamid II. den Namen Hamidiye und später den Namen Balâ.
In der Zeit der Republik Türkei wurde der nun als ĺlçe konstituierte Bezirk fortwährend verkleinert. 1928 umfasste er noch 81 Dörfer, die Zahl sank bis Ende 2012 auf 35, bevor diese Dörfer mit der Verwaltungsreform 2013 in Mahalles umgewandelt wurden.
Bis um die Mitte des 20. Jahrhunderts zweigte bei Balâ die Straße von Ankara nach Konya von der von Ankara nach Kayseri ab. Balâ war auch der Wahlkreis Mustafa Kemal Atatürks für sein erstes Abgeordnetenmandat in der Großen Nationalversammlung der Türkei.